# 20641 Yenuanchen
20641 Yenuanchen este un asteroid din centura principală de asteroizi.

## Descriere
20641 Yenuanchen este un asteroid din centura principală de asteroizi. A fost descoperit pe 4 octombrie 1999 la Socorro, New Mexico, în cadrul proiectului LINEAR. Asteroidul prezintă o orbită caracterizată de o semiaxă mare de 3,03 ua, o excentricitate de 0,11 și o înclinație de 2,9° în raport cu ecliptica.